# Picot Rus

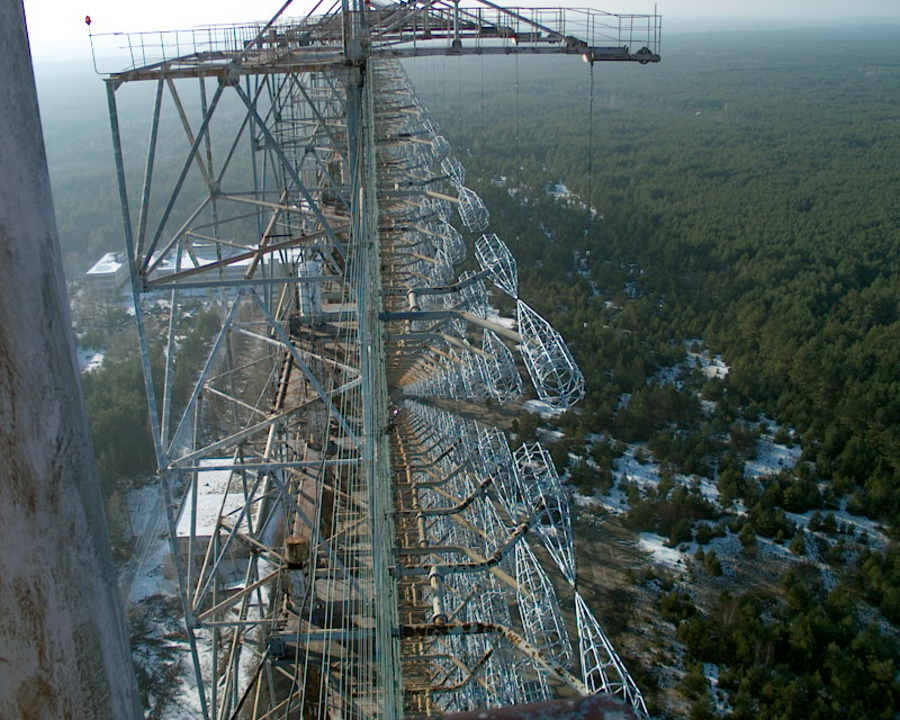
El Duga-1 a la zona d'exclusió de Txernòbil,

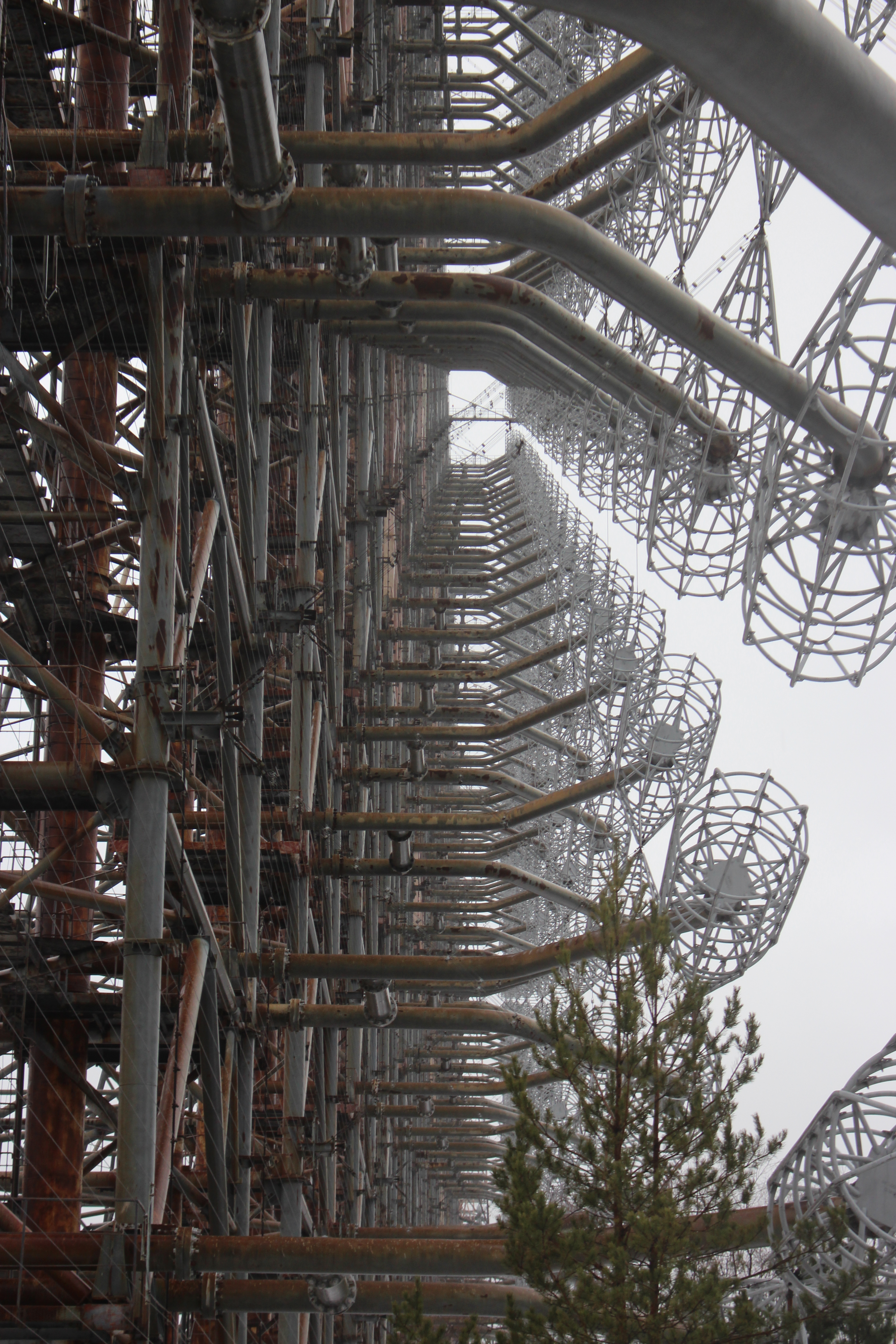
La estructura d'acer del Duga-1 observada des l'inferior.

El Picot Rus, en anglès Russian Woodpecker, fou un notori senyal de ràdio, que provenia de la Unió Soviètica i podia ser escoltat en freqüències d'ona curta. Estigué operatiu entre el juliol de l'any 1979 i el 1989.
El senyal consistia en un so gravat, agut i repetitiu, que s'emetia a 10 Hz. L'origen del nom es deu a la semblança del so emès amb el soroll que fa el picots. La freqüència emprada i els seus harmònics generaven interrupcions entre les emissores legals i als radio aficionats, fet que va causar una gran quantitat de queixes de països arreu del món.
Hi va hi haver moltes teories sobre l'origen del senyal. Aviat es va descobrir que es tractava d'un «radar enllà de l'horitzó» (en anglès Over The Horizon Radar, OTH). L'OTAN coneixia el sistema i li va donar un denominació criptògrama, «steel work» o «steel yard» però només en va parlar obertament després de la caiguda de la Unió Soviètica.

## Història
Els soviètics havien estat treballant molt des de feia temps en un sistema d'alerta pels seus sistemes d'escut antimíssils als anys 60, no obstant això la majoria d'ells es basaven en un sistema de línia de visió que només era útil per a detectar i interceptar possibles atacs. I cap d'ells tenia la capacitat d'alertar amb suficient antelació del llançament d'un míssil, la qual cosa hauria pogut proporcionar als militars el temps necessari per a preparar-se i iniciar un plà de contra-atac. Al mateix temps, els sistemes satel·litaris soviètics d'alerta primerenca encara no havien sigut correctament desenvolupats i, per tant, funcionaven malament. És així com els treballs en radars sobre l'horitzó (OTH), per a aquest us varen començar a la darreria dels anys 60.
El primer d'aquests sistemes experimentals s'anomenà Duga-1, i fou construït als afores de Mikolaiv, a Ucraïna, i va tenir èxit en la detecció de míssils llençats des del Cosmòdrom de Baikonur, situat a 2.500 kilòmetres de distància. Aquest experiment fou posteriorment seguit pel prototip Duga-2, que també fou construït al Cosmòdrom de Baikonur, el qual aconseguí detectar míssils llençats des l'est i des de submarins a l'oceà Pacífic, així com míssils llançats cap a Nova Terra. Els dos sistemes fouen apuntats cap a l'est igual que sistemes similars operacionals i completament provats. El nou sistema anomenat Duga-3 emprà un transmissor de baixa potència i un receptor. Aquests dos separats per 60 km.

## Aparició

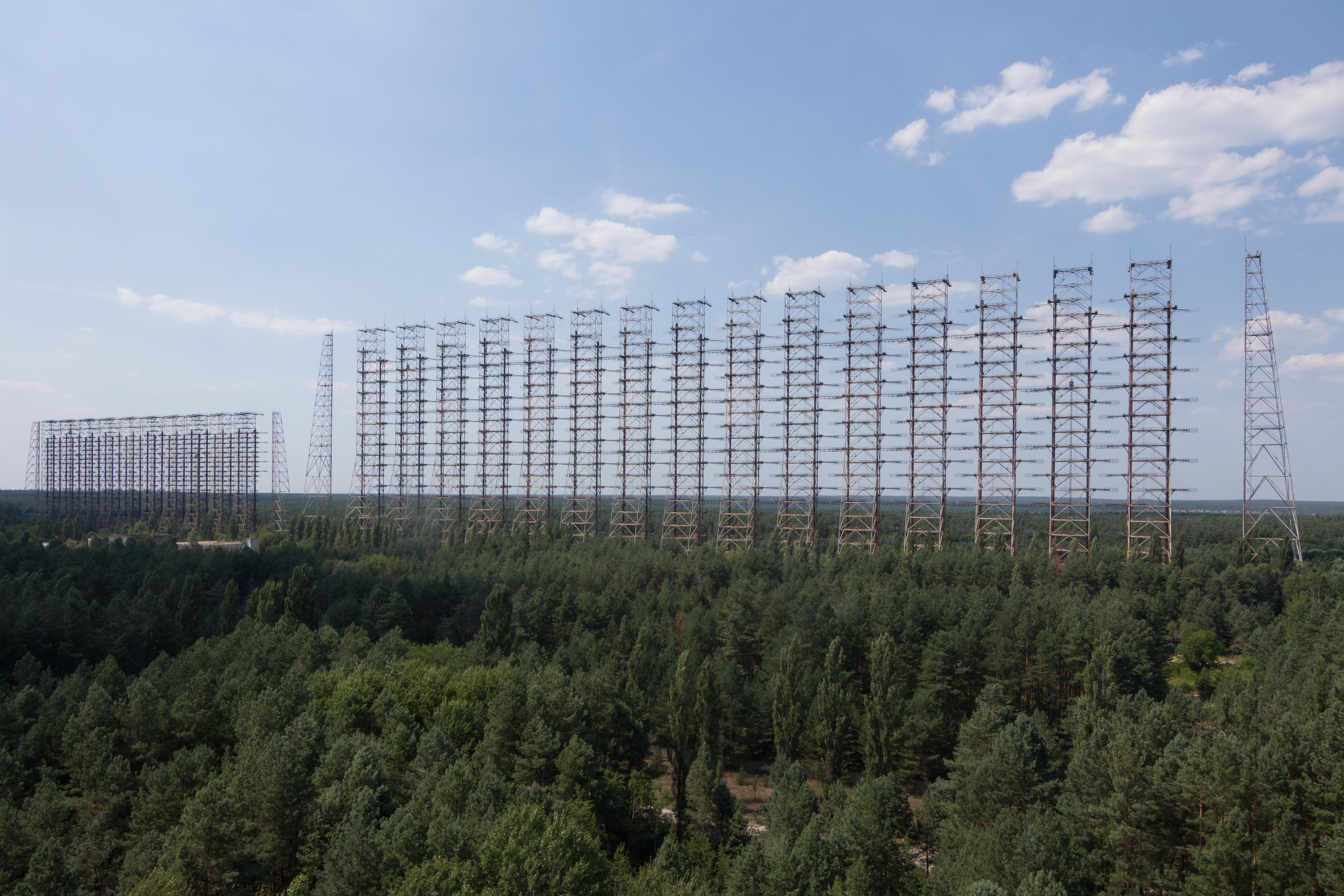
El Picot Rus, al costat de Txernòbil.

A començaments de l'any 1976, un nou i molt poderós senyal fou detectat per tot arreu del món, aquest fou ràpidament anomenat pels radioaficionats com el Picot Rus a causa del seu so. S'estima que la potència de les seves transmissions era de 10 MW. Va ser capaç d'interrompre a l'ona curta, emissores legals i era tan poderós que fins i tot podia ser escoltat als circuits de telèfon. Això portà a una nova industria de filtres per al Picot Rus i bloquejadors de so.
Els radioaficionats van tenir una idea per a tractar de combatre el Picot Rus, la qual consistia a tractar d'interferir-lo mitjançant una sèrie de transmissions simultànies i sincronitzades sense modulació amb continus senyals d'ona. Aquesta idea va ser considerada, però finalment abandonada perquè no resultava massa pràctica. Simples impulsos de CW no mostraven cap efecte sobre el Picot Rus, però, no obstant això, la retransmissió de senyals del Picot Rus provocaven el lent augment de freqüència d'aquest, cosa que generà la creença que les estacions de recepció no estaven capacitades per a diferenciar els senyals de l'estació emissora o dels que li estaven transmetent.

## Identificació
Una ràpida identificació va permetre esbrinar que el senyal provenia d'Ucraïna. La confusió es devia a algunes petites diferències en reports que provenien de fonts militars properes, les quals ubicaven la font de transmissió a diverses localitzacions. Com per exemple Kíev, Minsk, Txernòbil, Hómiel o Txerníhiv; totes aquestes ciutats foren capacitades amb el mateix desplegament, un petit transmissor, prop de 50 kilòmetres de Txernòbil, (Al sud de Minsk, nord-est de Kíev i un receptor a 50 km al nord-est de Kíev, just a l'est de Txerníhiv, al sud de Hómiel). Desconeguda per la majoria del món, l'OTAN ja tenia consciència que existia i la denominà Steel Yard.
Fins i tot abans dels informes esmentats anteriorment ja se sospitava que era un radar sobre l'horitzó. Això recordava a la teoria més popular durant la Guerra Freda. Però també hi havia altres teories, les quals incloïen interferències intencionades del Bloc Oriental cap a les comunicacions entre submarins. La teoria de les transmissions a emissores occidentals fou abandonada aviat a causa que es va comprovar que Ràdio Moscou i altres emissores del bloc també estaven afectades per la interferència. Altres explicacions especulatives foren oferides a indicar que es tractava d'un sistema de control de clima o, fins i tot, un intent massiu de control mental.
Quan més informació sobre el Picot Rus començà a estar disponible, el propòsit del senyal va començar a ser prou obvi. En particular, el senyal contenia una estructura clarament reconeixible en cada pulsació, la qual fou posteriorment identificada com un sistema d'una seqüència de 31-bit pseudoaleatòria, comptant amb una amplada de banda de 100 μs i resultant en 3.1 ms per pulsació.
L'any 1988, la Comissió Federal de Comunicacions conduí una investigació sobre el Picot Rus. Les dades de l'anàlisi varen mostrar que el període entre els impulsos era de 90 ms i en un abast de freqüències entre 7 i 19 MHz i una amplada de banda d'entre 0,02 a 0,08 MHz i una contínua transmissió de prop de 7 minuts.
- El senyal fou observat fins i tot transmetent en 3 freqüències alhora; 10 Hz, 16 Hz y 20 Hz.
- La freqüència més comuna era de 10 Hz, mentre que les de 16 Hz i 20 Hz eren usades amb reduïda freqüència.
- Els impulsos transmesos pel Picot Rus tenien una amplada de banda de 40 KHz.

## Desaparició
A la fi dels anys 80, després de la publicació de l'informe sobre els resultats de la investigació de la Comissió Federal de Comunicacions, els senyals es van tornar menys freqüents, i l'any 1989 van desaparèixer del tot. Les raons per a la desactivació del sistema Duga-3 no s'han fet públiques, el canvi estratègic per l'acabament de la Guerra Freda i la caiguda de la Unió Soviètica el 1991 semblen ser la principal causa. Un altre factor sembla l'èxit dels sistemes satel·litaris de detecció primerenca US-KS, que van entrar en servei al principi dels anys 80, però només a la fi de la dècada la xarxa va ser completa. El sistema satel·litari proveïa un sistema altament fiable i segur de detecció primerenca, mentre que, els sistemes de radar se subjectaven a interferències pròpies de l'ona curta, a més que l'efectivitat dels sistemes OTH es veien afectats a vegades per les condicions atmosfèriques.
D'acord amb alguns reports, la instal·lació Komsomolsk na Amure a Sibèria fou donada de baixa al novembre de l'any 1989, i alguns dels seus equips foren desmantellats. Fotografies de Google Maps a l'àrea mostren la retirada dels equips. El sistema original Duga-3 està ubicat en els 30 kilòmetres de la zona d'alimentació de la central nuclear de Txernòbil. Aparentment, les instal·lacions han sigut desactivades de forma permanent, tot i que l'antena continua en peu i ha sigut usada diverses vegades com a suport per a les seves pròpies antenes per radioaficionats, i és altament fotografiada.

## Curiositats
Al videojoc de Treyarch anomenat Call of Duty: Black Ops, el mapa «Grid» se situa al Duga-1 a Pripyat.

## Ubicacions
- Duga 1 i 2, Mikolaiv, 47° 02′ 28.33″ N, 32° 11′ 57.29″ E / 47.0412028°N,32.1992472°E
- Duga 3, Gómel/Minsk, (Chernóbil-2) emissor en 51° 18′ 19.06″ N, 30° 03′ 57.35″ E / 51.3052944°N,30.0659306°E i receptor en 51° 38′ 15.98″ N, 30° 42′ 10.41″ E / 51.6377722°N,30.7028917°E
- Duga 3, Komsomolsk-na-Amure, emissor en 50° 23′ 07.98″ N, 137° 19′ 41.87″ E / 50.3855500°N,137.3282972°E i receptor en 50° 53′ 34.66″ N, 136° 50′ 12.38″ E / 50.8929611°N,136.8367722°E